# 萨塔昆塔

萨塔昆塔历史省份的盾徽

萨塔昆塔（芬蘭語：Satakunta）是芬兰的一个历史省份。它与芬兰本部、海梅和波赫扬马等历史省份以及波的尼亚湾接壤。

萨塔昆塔历史省份（蓝色部分）

萨塔昆塔历史省份包含现在的薩塔昆塔區与大部份皮尔坎马区，以及中芬兰区和南波赫扬马区的小部分地区。